# Shockwave Assault
Shockwave Assault est un jeu vidéo de combat spatial développé et édité par Electronic Arts, sorti en 1994 sur Windows, Mac, 3DO, Saturn et PlayStation.

## Accueil
- PC Team : 89 %[1]